# Nařízení Řím II
Nařízení Řím II (plným názvem „Nařízení Evropského parlamentu a Rady (ES) č. 864/2007 o právu rozhodném pro mimosmluvní závazky“) je nařízení Evropské unie, které určuje, jaké právo se má uplatnit na mimosmluvní závazky v občanských a obchodních případech s mezinárodním prvkem.
Základní principy Nařízení Řím II jsou:
1. Obecné pravidlo – právo místa škody: Pokud není stanoveno jinak, na mimosmluvní závazky se uplatní právo země, kde nastala škoda.
2. Volba práva: Ve specifických okolnostech mohou strany svobodně zvolit právo, které se má uplatnit na mimosmluvní závazek. Tato volba musí být jasně vyjádřena nebo jednoznačně vyplývat ze situace.
3. Výjimky: Existují výjimky z obecného pravidla, pokud je místo škody náhodné nebo pokud existuje úzké spojení s jinou zemí. V takových případech se může uplatnit právo této jiné země.
4. Veřejný pořádek: I když strany zvolí určité právo, soudy EU mohou uplatnit „nutné právní předpisy“ své země a/nebo odmítnout uplatnit cizí právo, pokud by to bylo v rozporu s veřejným pořádkem.
5. Pravidla pro určité typy mimosmluvních závazků: Nařízení Řím II obsahuje také speciální pravidla pro určité typy mimosmluvních závazků, jako jsou náhrada škody způsobené porušením konkurenčního práva, škoda způsobená životním prostředím, nespravedlivé obchodní praktiky a další.

Nařízení Řím II je závazné pro všechny členské státy EU (kromě Dánska) a je součástí snahy EU vytvořit jednotný právní prostor pro mimosmluvní závazky.